# Montcuq
Montcuq è un comune francese soppresso e frazione del dipartimento del Lot della regione dell'Occitania. Dal 1º gennaio 2016 si è fuso con i comuni di Belmontet, Lebreil, Sainte-Croix, e Valprionde per formare il nuovo comune di Montcuq-en-Quercy-Blanc.

## Storia

### Simboli
Charles D'Hozier, nell'Armorial Général de France compilato nel 1696, riporta uno stemma: d'oro, al monte d'azzurro, sormontato da un gallo (in francese coq) di rosso ed era un'arma parlante.

## Società

### Evoluzione demografica
Abitanti censiti

## Citazioni e riferimenti
- Il 9 novembre del 2007 sono stati resi noti dalla Hasbro, che distribuisce il Monopoly in Francia, i nomi che sostituiranno, nella prossima edizione del gioco, le vie di Parigi. La scelta dei nuovi nomi (tutte le città di Francia erano candidate) è stata messa ai voti online e Montcuq ha ottenuto più del 50% dei voti. Il concorso online prevedeva che il vincitore avrebbe occupato il posto più prestigioso nel gioco, ossia quello che in Italia è assegnato al Parco della Vittoria. Nonostante la scelta degli internauti francesi la Hasbro ha deciso che assegnerà tale onore alla seconda arrivata, ossia Dunkerque mentre produrrà un'edizione esclusiva tutta dedicata a Montcuq.
- Montcuq gode di una certa celebrità da quando alcuni comici francesi hanno sfruttato il doppio senso che può suscitare la pronuncia del nome di questa città. Infatti secondo alcuni Montcuq potrebbe essere pronunciato proprio come mon cul (ossia il mio culo): "Aujourd'hui pour la première fois à la télévision, je vais vous montrer Montcuq", così resero celebre la città Pierre Bonte e Daniel Prevost nel 1976; la frase possiede infatti due significati: Oggi per la prima volta in televisione vi mostrerò Montcuq ma anche Oggi per la prima volta in televisione vi mostrerò il mio culo.
- Nel 1972 il cantautore francese Georges Brassens lo cita nel testo di La ballade des gens qui sont nés quelque part, canzone nella quale l'autore denuncia la deplorevole diffusione dello sciovinismo e nella quale sbeffeggia coloro che traggono orgoglio e vanità dal loro luogo di nascita, "gente locale", "portatori di coccarda", "figli della madre patria": "sia che escano da Parigi, o da Roma o da Sète o dalla santa malora o da Zanzibar, o persino da Montcuq si vantano, maledizione, gli imbecilli felici di esser nati da qualche parte". Ovviamente il motivo per il quale Brassens utilizza il nome di questo piccolo comune, probabilmente sino a quel momento sconosciuto ai più, è il  doppio senso in lingua francese spiegato nel punto precedente.